# کلمبیا پیکچرز
کلمبیا پیکچرز (به انگلیسی: Columbia Pictures) شرکت سازنده و پخش‌کننده فیلم در ایالات متحده آمریکا است.
کلمبیا پیکچرز هم‌اکنون بخشی از شرکت سونی پیکچرز است.
کلمبیا پیکچرز از بزرگترین شرکت‌های تولیدکننده فیلم در جهان و جزو هشت غول بزرگ فیلم‌سازی در دوران طلایی هالیوود بوده‌است.
این شرکت در سال ۱۹۱۹ و با نام کوهن-برانت-کوهن فیلم (Cohn-Brandt-Cohn Film) بنیاد شد و نخستین فیلم خود را در سال ۱۹۲۲ تولید کرد. در سال ۱۹۲۴ نام خود را به کلمبیا پیکچرز تغییر داد و دو سال بعد در میان عموم شناخته گشت. این شرکت در آغاز کار شمار کمی از بازیگران هالیوودی را در اختیار داشت؛ اما از سال ۱۹۲۰ این شرکت روند رو به رشد و موفقی را به کمک کارگردانی فرانک کاپرا آغاز نمود.
با همکاری کاپرا و دیگران کلمبیا پیکچر خیلی زود به یکی از برجسته‌ترین شرکت‌های تولیدکننده فیلم‌های کمدی سبک اسکروبال تبدیل شد. در سال ۱۹۳۰ این شرکت با ستاره‌هایی همچون جین آرتور و کری گرانت همکاری کرد و در سال ۱۹۴۰ ریتا هیوورث به اصلی‌ترین ستاره استودیوی کلمبیا پیکچرز تبدیل شد که این امر باعث افزایش چشمگیر موفقیت و دارایی کلمبیا پیکچرز در سال ۱۹۵۰ گشت.